# Isabelle Spade
Pour les articles homonymes, voir Spade.
Isabelle Spade est une actrice française.

## Théâtre
- 1986 : Les Petits Oiseaux d'Eugène Labiche et Alfred Delacour et Mon Isménie d'Eugène Labiche et Marc-Michel, mise en scène Philippe Rondest, Théâtre des Mathurins
- 1988 : Ténor de Ken Ludwig (en), mise en scène Jean-Luc Moreau Théâtre de la Porte-Saint-Martin
- 1988 : Pour l'amour de Marie Salat de Régine Deforges, mise en scène Rachel Salik, Poche Montparnasse.
- 1993 : Topaze de Marcel Pagnol, mise en scène Francis Perrin, Théâtre des Célestins et Théâtre de la Madeleine
- 2000 : Le Sire de Vergy de Claude Terrasse, mise en scène Alain Sachs, Théâtre des Bouffes-Parisiens
- 2000 : Bonjour, Bel Ami, d'après Guy de Maupassant, mise en scène Madona Bouglione, Théâtre Le Ranelagh.
- 2001 à 2006 : Frou-Frou les Bains de Patrick Haudecœur, mise en scène Jacques Décombe, Théâtre Daunou
- 2007 : La Valse des Pingouins, de Patrick Haudecoeur, mise en scène Jacques Decombe, Théâtre des Nouveautés
- 2008 : Héloïse de Patrick Cauvin, mise en scène Patrice Leconte, Théâtre de l'Atelier
- 2010 : Thé à la Menthe ou t'es citron, Théâtre Fontaine
- 2019 : Frou-Frou les Bains de et mise en scène Patrick Haudecoeur, théâtre Tête d'Or et tournée
- 2020 : Frou-Frou les Bains de et mise en scène Patrick Haudecoeur, théâtre Edouard VII
- 2023 : La Présidente de Maurice Hennequin et Pierre Veber, mise en scène Jeoffrey Bourdenet, théâtre Tête d'Or

## Filmographie

### Cinéma
- 1996 : Les Grands Ducs de Patrice Leconte
- 1998 : La voie est libre de Stéphane Clavier
- 2002 : Rue des plaisirs de Patrice Leconte
- 2006 : Mon meilleur ami de Patrice Leconte
- 2006 : Musée haut, musée bas de Jean-Michel Ribes
- 2012 : Le Magasin des suicides de Patrice Leconte
- 2013 :  Peuple de Mylonesse, pleurons la Reine Naphus d'Éric Le Roch (court-métrage)

### Télévision
- 1981 : Marie-Marie, feuilleton de François Chatel
- 1992 : Princesse Alexandra Téléfilm de Denis Amar : Roselle, épouse du frère d'Alexandra joué par Rüdiger Vogler
- 2015 : Meurtres au Mont Ventoux de Thierry Peythieu
- 2016 : Commissaire Magellan d'Emmanuel Rigaut
- 2016 : Diabolique : téléfilm de Gabriel Aghion